# Slapnica (potok)
Slapnica je potok, ki svoje vode nabira v hribovju vzhodno od Ljubljane, v okolici vasi Janče. Nima večjih pritokov, kot desni pritok pa se izliva v reko Savo.